# Krowica Pusta
Krowica Pusta is een plaats in het Poolse district  Kaliski, woiwodschap Groot-Polen. De plaats maakt deel uit van de gemeente Szczytniki en telt 108 inwoners.